# Khướu mỏ dẹt mắt kính
Khướu mỏ dẹt mắt kính (danh pháp khoa học: Sinosuthora conspicillata) là một loài chim trong họ Paradoxornithidae hoặc phân họ Paradoxornithinae trong họ Sylviidae.
Đây là loài đặc hữu của Trung Quốc. Môi trường sống tự nhiên của chúng là rừng ẩm vùng đất thấp nhiệt đới hoặc cận nhiệt đới.

## Phân loài
- S. c. conspicillata (David, 1871): Miền trung Trung Quốc.
- S. c. rocki (Bangs & Peters, JL, 1928): Miền tây tỉnh Hồ Bắc.